# معركة مطار بنينا
معركة مطار بنينا كانت إحدى معارك الحرب الأهلية الثانية، وقد نشبت في مايو ويوليو 2014 بين أصوليون إسلاميون "مجلس شورى ثوار بنغازي" (المدعوم من قبل غرفة عمليات ثوار ليبيا وكتائب من مصراتة) والجيش الليبي، وبعض الأشخاص الداعمين للجيش بالمدينة. بعد أشهر من المعركة، قَدِمَت الدولة الإسلامية إلى المدينة.

## خلفية
بعد أن تمكن مجلس شورى ثوار بنغازي من طرد قوات الجيش الليبي بقيادة خليفة حفتر من داخل مدينة بنغازي سعى المجلس إلى السيطرة على مطار المدينة فأطلق عملية سماها «عملية تحرير تحرير مطار بنينا والقاعدة الجوية».
استعملت أسلحة ثقيلة ومتوسطة وكذلك خفيفة مع قصف عشوائي في أعمال الاقتتال التي دامت لمدة أشهر إلى أن تمكنت قوات عملية الكرامة حسم المعركة لصالحها. بينما استعملت قوات مجلس شورى ثوار بنغازي أيضًا العمليات الإنتحارية في القتال. آمر قاعدة بنينا الجوية العقيد سعد محمد الورفلي قال أن قوات مجلس شورى ثوار بنغازي كانوا يطمحون للسيطرة على منطقة بنينا الإستراتيجية لتكون بمثابة قاعدة معيتيقة التي يسيطر عليها الإسلاميون. وقد وصل عدد الهجمات على المطار من قبل مجلس شورى ثوار بنغازي إلى 11 هجوم منذ الأول من سبتمبر 2014. وكان المطار قد أغلق منذ أن بدأت معركة عملية الكرامة في مايو 2014.

## الخسائر
أدت المعركة الدائرة في منطقة بنينا للسيطرة على المطار المتواجد بها، إلى مقتل 634 من المدنيين والعسكريين، كما تسببت في مقتل العديد من القيادات البارزة بتحالف مجلس شورى ثوار بنغازي أثناء المعارك، من بينهم يحيى المقصبي، وسليم نبوس، وأبوطلحة التونسي، وقائد تنظيم أنصار الشريعة محمد الزهاوي المكنى بأبو مصعب. وقدرت السلطات المحلية بالمنطقة نسبة الدمار الذي تعرضت له البلدة بالـ20% من المباني الحكومية.
في 13 يوليو 2015، أصدرت لجنة حصر الأضرار بمجلس بنينا المحلي تقريرًا مفصل سلمته للحكومة الليبية، تبين فيه الأضرار التي لحقت بالطرق والمباني الحكومية والسكنية بالمنطقة، خلال الأعمال الاقتتالية بين قوات الجيش ومجلس شورى الثوار، بعد أعمال رصد دامت منذ مارس حتى 20 يونيو 2015، ونتج عنه رصد تضرر 1,076 مبنى.
| عدد المنازل والمحلات التجارية المتضرة في منطقة بنينا | عدد المنازل والمحلات التجارية المتضرة في منطقة بنينا | عدد المنازل والمحلات التجارية المتضرة في منطقة بنينا | عدد المنازل والمحلات التجارية المتضرة في منطقة بنينا |
| المنطقة                                              | مباني مدمرة                                          | معالجة                                               | العدد الكلي                                          |
| ---------------------------------------------------- | ---------------------------------------------------- | ---------------------------------------------------- | ---------------------------------------------------- |
| كامبو الألماني                                       | 36                                                   | 102                                                  | 138                                                  |
| كامبو العجاج                                         | -                                                    | 16                                                   | 16                                                   |
| حي السوق القديم                                      | 17                                                   | 88                                                   | 105                                                  |
| الشعبية الحمراء                                      | 44                                                   | 121                                                  | 165                                                  |
| الشعبية البيضاء                                      | 9                                                    | 187                                                  | 196                                                  |
| حي النجع (شعبية المركز)                              | 8                                                    | 123                                                  | 131                                                  |
| المشروع (خلف الخزان)                                 | 1                                                    | 85                                                   | 86                                                   |
| المشروع                                              | 5                                                    | 106                                                  | 111                                                  |
| حي الخرابات                                          | 4                                                    | 86                                                   | 90                                                   |
| المحلات التجارية                                     | 13                                                   | 25                                                   | 38                                                   |
| المجموع                                              | 137                                                  | 939                                                  | 1076                                                 |

== مراجع ==
1. ↑  "Leader of Libyan Islamists Ansar al-Sharia dies of wounds". Reuters. 23 يناير 2015. مؤرشف من الأصل في 2015-09-24. اطلع عليه بتاريخ 2015-01-23.
2. ↑  ثوار بنغازي يبدؤون عملية للسيطرة على مطار بنينا، الجزيرة.نت 27-08-2014 نسخة محفوظة 7 أكتوبر 2018 على موقع واي باك مشين.
3. ↑  سقوط 15 قذيفة هاون على منطقة بنينا شرق بنغازي بوابط الوسط 12-04-2015 نسخة محفوظة 14 يوليو 2015 على موقع واي باك مشين.
4. 1 2 3 4 5 6  قصة القتال من أجل بنينا «معيتيقة الشرق»، بوابة الوسط 14-04-2015 نسخة محفوظة 05 مارس 2016 على موقع واي باك مشين.
5. ↑  بالصور: اشتباكات عنيفة في بنينا بين حفتر وأنصار الشريعة وسقوط قتيل، بوابة الوسط 23-06-2014 نسخة محفوظة 21 مارس 2017 على موقع واي باك مشين.
6. ↑  مقتل سبعة جنود بتفجير انتحاري مزدوج في بنغازي، بوابة الوسط 02-10-2014 نسخة محفوظة 05 مارس 2016 على موقع واي باك مشين.
7. ↑  إغلاق مطار بنينا الدولي بسبب اشتباكات بنغازي، بوابة الوسط 17-05-204 نسخة محفوظة 05 مارس 2016 على موقع واي باك مشين.
8. 1 2  تقرير لجنة الحصر: تضرر 1076 مبنى في بنينا والصيانة تبدأ بمباني البلدية، بوابة الوسط 13-07-2015 نسخة محفوظة 05 مارس 2016 على موقع واي باك مشين.